# راجيف كابور
راجيف كابور هو منتج أفلام ومخرج وممثل هندي، ولد في 25 أغسطس 1960 في الهند.

## وصلات خارجية
- راجيف كابور على موقع IMDb (الإنجليزية)
- راجيف كابور على موقع ميوزك برينز (الإنجليزية)
- راجيف كابور على موقع أول موفي (الإنجليزية)
- راجيف كابور على موقع قاعدة بيانات الفيلم (الإنجليزية)
- راجيف كابور على موقع كينوبويسك (الروسية)